# Laura Leighton
Laura Leighton (nacida el 24 de julio de 1968) es una actriz estadounidense. Es conocida por su rol de Sydney Andrews en la serie de 1990, Melrose Place, y en la versión del 2009 de ésta.  interpretó a la madre de Hanna Marin(Ashley Marin) en el drama de ABC Family, Pretty Little Liars.

## Carrera

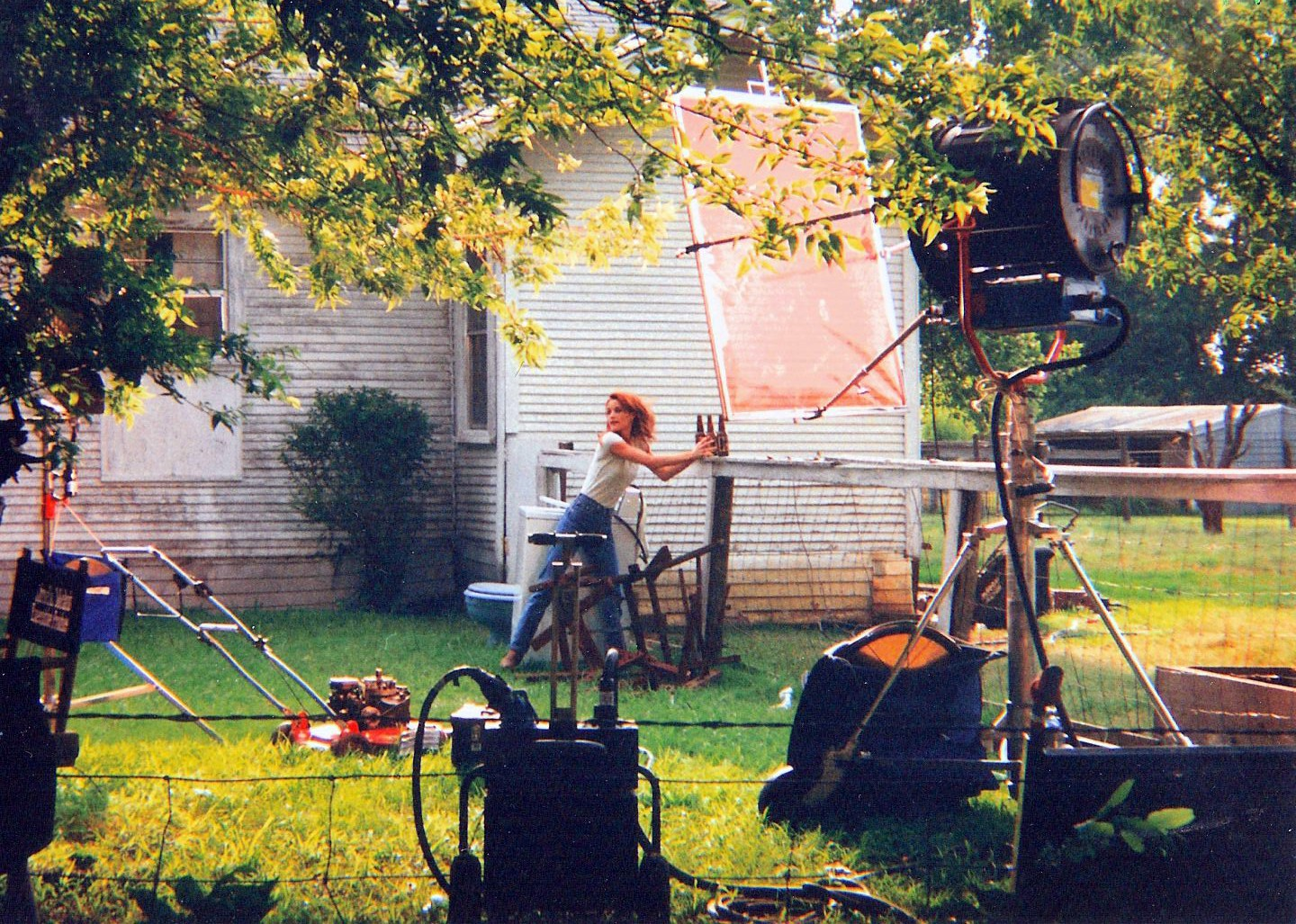
Laura Leighton grabando una escena de "In the Name of Love: A Texas Tragedy"

En la década de los 90, hizo su primer papel como Sydney Andrews, en la serie de Melrose Place.
El papel fue originalmente pensado para sólo dos episodios de la temporada uno, pero fue desarrollado en una función a tiempo completo, para las temporadas siguientes (dos a cinco).
Durante los descansos del rodaje de "Melrose Place", Leighton actuó en películas de televisión, incluyendo "In The Name Of Love: A Texas Tragedy" como Laurette Wilder, una mujer que se enamora de un chico rico, para gran disgusto de sus abuelos.
También presentó un episodio en Saturday Night Live, en 1995, con Rancid como invitado musical.
Leighton dejó Melrose Place en 1997 al final de su contrato, más tarde apareció en Beverly Hills, 90210. Aaron Spelling creó el papel de aspirante a actriz, Sophie Burns, y recibió un sueldo de seis dígitos por episodio.
En 1999, Leighton apareció en la película independiente, Angels Baby!, ese mismo año apareció en la comedia romántica de gran éxito Seven Girlfriends y el thriller Clean and Narrow fue lanzado en video a principios de 2000.
En la década del 2000, apareció como estrella invitada en series como Cupido y The Outer Limits, y prestó su voz para la serie animada Duckman. Más tarde protagonizó en la película independiente The Sky Is Fallin antes de tomar un largo descanso para tener hijos. En 2003, Laura regresó a la pantalla pequeña en el muy esperado, SKIN, que duró tres episodios, y en la efímera serie de ABC, Eyes. En 2006-2007, Laura ha hecho numerosas apariciones en horario estelar, en programas como Boston Legal, Law & Order: SVU, CSI: Miami, y Shark. En 2004, protagonizó en Deadly Encounter cómo Joanne Sanders, una madre soltera que es víctima de un acosador.
Leighton fue vista en la serie Love Notes de Liftetime.
El 5 de abril de 2009, The Hollywood Reporter, anunció que Leighton aparecería en la serie Melrose Place, retomando su papel cómo Sydney, que sería como propietario de Melrose Place. El 7 de diciembre de 2009, ABC Family anunció que Leighton había sido catalogada para la serie Pretty Little Liars, una adaptación televisiva de un libro del mismo nombre escrito por Sara Shepard.

## Elogios
Tras su actuación en la segunda temporada de Melrose Place, Leighton fue destacada en la portada de la edición de Entertainment Weekly. También apareció en la portada de Rolling Stone con sus coestrellas Heather Locklear y Josie Bissett en mayo de 1994. En 1995, fue nominada por un Globo de Oro por su trabajo en la serie. También en el '95, fue nombrada una de las personas más bellas del mundo por la revista People. El papel de Sydney Andrews, que ella aceptó repetir en el 2009, ha sido reconocida como "uno de los personas más populares" de la original serie.

## Vida personal
Leighton nació en Iowa City, Iowa, y se graduó en 1986 en la Escuela West High en Iowa City.
Salió con Dean Cameron como también con su coestrella Gran Show a mediados de 1990. En 1998, Leighton contrajo matrimonio con su compañero de trabajo de "Melrose Place", Doug Savant. La pareja tiene dos hijos juntos: Jack, nacido en octubre de 2000, y Lucy, nacida en junio de 2005. Además, Laura Leighton asumió el rol de madre para los dos hijos de Savant de su anterior matrimonio, mostrando un compromiso familiar integral.

## Filmografía
| Film                 | Film                                   | Film                | Film                                                                           |
| Año                  | Película                               | Papel               | Notas                                                                          |
| -------------------- | -------------------------------------- | ------------------- | ------------------------------------------------------------------------------ |
| 1993                 | Victim of Love: The Shannon Mohr Story | Travel Agent        | Película de televisión                                                         |
| 1995                 | The Other Woman                        | Carolyn             | Película de televisión                                                         |
| 1995                 | In the Name of Love: A Texas Tragedy   | Laurette Wilder     | Película de televisión                                                         |
| 1998                 | Naked City: A Killer Christmas         | Gerry Millar        | Película de televisión                                                         |
| 1999                 | Angels, Baby!                          | Jessica             | Protagonista                                                                   |
| 1999                 | Clean and Narrow                       | Marie               | Protagonista                                                                   |
| 1999                 | Seven Girlfriends                      | Anabeth             | Protagonista                                                                   |
| 2001                 | The Sky Is Falling"                    | Amber Lee           | Protagonista                                                                   |
| 2002                 | We'll Meet Again                       | Fran Simmons        | Película de televisión                                                         |
| 2004                 | A Deadly Encounter                     | Joanne Sanders      | Película de televisión                                                         |
| 2007                 | Love Notes                             | Nora Flannery       | Película de televisión                                                         |
| 2008                 | Daniel's Daughter                      | Cate Madighan       | Película de televisión https://en.m.wikipedia.org/wiki/Daniel%27s_Daughter     |
| 2008                 | The Burrowers                          | Gertrude Spacks     | Secundario                                                                     |
| 2009                 | Mending Fences                         | Kelly Fariday       | Película de televisión                                                         |
| Series de televisión |                                        |                     |                                                                                |
| Año                  | Título                                 | Papel               | Notas                                                                          |
| 1993 — 1997          | Melrose Place                          | Sydney Andrews      | Protagonista (127 episodios)                                                   |
| 1997                 | Duckman                                | Ditzi               | 1 episodio                                                                     |
| 1998                 | Cupid                                  | Kristy Holbrook     | 1 episodio                                                                     |
| 1998                 | Beverly Hills, 90210                   | Sophie Burns        | 6 episodios                                                                    |
| 2000                 | The Outer Limits                       | Anne Marie Reynolds | 1 episodio                                                                     |
| 2000                 | Early Edition                          | Ginger              | 1 episodio                                                                     |
| 2003                 | Skin                                   | Cynthia Peterson    | 3 episodios                                                                    |
| 2004                 | Tru Calling                            | Jordan Davies       | 1 episodio                                                                     |
| 2005 — 2007          | Eyes                                   | Leslie Town         | 12 episodios                                                                   |
| 2006                 | CSI: Miami                             | Alyssa Prince       | 1 episodio                                                                     |
| 2006                 | Boston Legal                           | Erica Dolenz        | 2 episodios                                                                    |
| 2007                 | Shark                                  | Angela Corbin       | 1 episodio                                                                     |
| 2007                 | Law & Order: Special Victims Unit      | Lillian Rice        | 1 episodio                                                                     |
| 2009                 | Melrose Place                          | Sydney Andrews      | 7 episodios                                                                    |
| 2010 — 2017          | Pretty Little Liars                    | Ashley Marin        | Protagonista (Temporada 1-6, 87 episodios) Invitada (Temporada 7, 3 episodios) |